# The Plastic People of the Universe (album)
The Plastic People of the Universe je koncertní album české skupiny The Plastic People of the Universe. Jeho nahrávání probíhalo v listopadu 1997 při dvou reunionových koncertech v pražském Paláci Akropolis a album vyšlo v prosinci téhož roku pod značkou Globus International.

## Seznam skladeb
1. Podivuhodný mandarin
2. Dvacet
3. Zácpa
4. Toxika
5. Okolo okna
6. Spofa blues
7. Prší, prší
8. Nikdo
9. Elegie
10. Šel pro krev
11. Vrátí se
12. Kanárek
13. Špatná věc
14. Magické noci
15. Jó – to se ti to spí

## Sestava
- Vratislav Brabenec – saxofon, zpěv (6, 9)
- Milan Hlavsa – baskytara, zpěv (1-5, 9-14)
- Josef Janíček – klávesy, zpěv (6, 7, 9-11, 13, 14)
- Jiří Kabeš – viola, zpěv (6, 8, 9)
- Joe Karafiát – kytara
- Jan Brabec – bicí
- Zdeněk Fišer – theremin (14)